# Allessandro Liberati
Allessandro Liberati   (Frascati, 24 d'agost de 1847 - Nova York, 6 de novembre de 1927) era un cornetista i virtuós. Actiu principalment a finals del segle xix i principis del segle xx, també era conegut per ser un líder de banda respectable per (entre altres) la seva Banda Liberati de renom mundial, així com per la composició de Felice, i Kansas City Star March. Va morir el 1927.

## Adolescència
Allessandro va estudiar i practicar la corneta a una edat primerenca. És molt probable que les primeres lliçons que va rebre Liberati fossin del seu pare Carlo i de la mare Felicetta, ambdós considerades molt talentoses musicalment. El seu pare era expert en la corneta i la trompeta de claus. Quan tenia catorze anys, Allessandro va debutar públicament a la corneta, una ària dIl trovatore. Es va allistar en el Cos de la Guàrdia papal en el Vaticà en 1864, i va actuar amb el primer Cacciatori Banda de Roma per dos anys, i el 1866, es porta a terme com a corneta a l'exèrcit de Garibaldi. Es va allistar a la legió estrangera francesa el 1871 i va ser capturat com a presoner de guerra a la guerra franco-prusiana.

## Carrera
Del 1866 al 1872, Liberati va actuar a tot Itàlia mentre dirigia bandes i ensenyava la corneta. El 1872, va viatjar a l'oest durant tres anys, on es va convertir en el cap d'artista i solista de l'excel·lència el comte de Dufferin, Canadà. El "Perth Courier" informa que Liberati dirigia la Fountain Engine Brass Band (que es convertirà en la Perth Citizens Band), actuant en concerts i fent plans per obrir una botiga a la comunitat el novembre de 1873. Va marxar a principis de 1874. Va viatjar per parts de les zones habitades pels britànics del Canadà, tocant com a solista de corneta dins d'una banda militar. Patrick Gilmore va sentir parlar de Liberati i li va demanar que fos solista especial per al seu "Jubileu de la Pau" el mateix any. Aviat es va convertir en director i solista de corneta de totes les bandes d'artilleria canadenca. En 1875, se li va preguntar per ser el director de la Banda de la Guàrdia Nacional de Michigan i la banda de cornetes de la policia de Detroit.
Un any més tard, el 1876, es va convertir en un ciutadà nord-americà i es va demanar a les seves bandes que actuessin a la Centennial Exposition de la nació a Filadèlfia. Aquí va poder escoltar moltes organitzacions musicals destacades, com la banda de Gilmore i l'orquestra de Jacques Offenbach. El 1877, es va unir a la Boston Cadet Band de J. Thomas Baldwin com a solista de corneta, tocant a la inauguració del "Brighton Beach Hotel" a Coney Island. Carlo A. Cappa va convèncer Gilmore perquè contractés a Allessandro com a solista alternatiu de corneta el 1878 i, el 1879, se li cobrà igualment noms com Arbuckle, Bent, Emerson i Levy. Liberati potser haver estat contractat per Gilmore com a "cobertura" contra un possible conflicte entre Levy i Arbuckle.
Durant les temporades hivernals de 1879 i 1880, Liberati va tocar la primera trompeta (amb corneta) amb la Philharmonic Society de Nova York.
Va ser solista especial a les exposicions interestatals de Chicago del 1878, el 79 i el 80, i el 1881, solista especial a l'exposició de Central Park. Va estar contractat com a solista en diversos llocs, per exemple, a la "Yorktown Centennial Celebration" de 1881 (probablement amb la Harvey Dodworth's Thirteenth Regiment Band), al "West End Resort" de Nova Orleans (1883) i al "Southern Exposition de Louisville", Kentucky (1883). Va actuar per a la visita de Grover Cleveland al "Seventh Regiment Armory de Nova York" i per a la visita del cardenal Tascheru a Quebec, Canadà, el 20 de juny de 1886.
El 1886, Liberati va dirigir una de les bandes del "Vint-i-tresè Conclave Triennal dels Cavallers Templers" a St. Louis, Missouri. L'esdeveniment va ser organitzat per Patrick Gilmore per beneficiar els nens d'una casa per a vídues i orfes. També aquell mateix any, va tocar solos al "Golden Gate Park" de San Francisco, i va ser director de banda de la Setanta-Primera Banda de la Guàrdia Nacional del Regiment de la ciutat de Nova York.
El 1889, Liberati va formar la seva pròpia banda i la va anomenar "La banda de Liberati de renom mundial". Una de les moltes responsabilitats del grup era tocar entre actes de la "CD Hess Grand Opera Company". La Banda Liberati de renom mundial va viatjar molt i va desenvolupar una reputació als Estats Units i al Canadà. Liberati i la seva banda van viatjar extensament pel país, tocant especialment a Kansas City, Missouri l'estiu de 1891. Va ser el compositor de la Kansas City Star March.
El 1895, es va fer conegut per establir-se entre les primeres bandes de circ quan va començar a viatjar amb els coneguts "Ringling Brothers", per als quals va obrir actuacions.
El setembre de 1899, la seva gran banda militar reorganitzada de 112 peces va ser escollida pel Gran Exèrcit de la República per dirigir una desfilada pels carrers de Filadèlfia en honor dels veterans de l'exèrcit de la Unió de la ciutat. Muntant sobre un semental negre i amb el seu uniforme decorat amb moltes medalles, Liberati va actuar en una corneta daurada mentre dirigia la banda. Els va dirigir durant molts anys, fins al 1922 a Tulsa, Oklahoma. Liberati també va tocar sols de corneta a "Washington Park al Delaware", prop de Filadèlfia l'estiu de 1902. Més tard aquest mateix any, va fer dues gires de concerts, la primera de les principals ciutats entre Filadèlfia i Dallas, Texas, on va tocar a la Fira Estatal; el segon que finalitza a la ciutat de Nova York, just abans de Nadal.
Un dels seus estudiants més famosos va ser Albertus L. Meyers, cornetista de la Sousa's Band, que va deixar Sousa després d'un compromís a "Willow Grove Park" el 13 de setembre de 1925, un dels principals llocs musicals nord-americans de principis del segle xx. Meyers es va convertir llavors en el director de llarga durada de lAllentown Band.
Allessandro va actuar amb dents postisses durant anys. Per a Herbert L. Clarke, Bent i Liberati van ser un dels millors solistes que mai va escoltar. Allessandro també va fer diversos enregistraments per Edison a la dècada de 1890.

## Estil musical
Liberati tenia un estil peculiarment propi. Abans havia estat Matthew Arbuckle, que destacava pel seu domini sobre el to, i les interpretacions artístiques del qual i la seva versatilitat musical van guanyar l'admiració i l'estima fins i tot dels més exigents. Llavors Levy va cridar l'atenció del món amb la seva pirotècnia. Això va deixar un camp diferent per al discernit Liberati, i es va afanyar a comprendre-ho. Es va aplicar al delicat staccato suau, convertint-lo en una autèntica especialitat seva, i el rubato de Levy va ser el desastre dels seus acompanyants i sovint va desconcertar els seus oients; de manera que Liberati va adoptar un mètode de màxima precisió. Havent desenvolupat un estil propi, Liberati va compondre solos per mostrar-lo al millor avantatge possible. Es van citar els específics que es van assenyalar com a "desitjosos de profunditat", però "agradables i, de vegades, nous".

El sistema d'adquisició de l'estil de Liberati es basa en la base del virtuosisme: una obra persistent, persistent i fidel de la més severa naturalesa. Amb una determinació i una energia veritablement admirables, va dedicar tots els seus moments lliures a la pràctica. El seu primer pas va ser perfeccionar l '"atac del to". Després, amb un metrònom com a guia del tempo, va practicar les escales en totes les tecles —sempre amb un lleuger staccato— fins a poder reproduir-les amb absoluta precisió, tant en el temps com en la sintonia. Va afirmar: 
| « | <"Podeu pensar que toqueu una escala perfectament, però proveu-ho amb un metrònom i descobrireu que no. Vaig pensar que ho vaig fer fins que vaig començar a practicar amb un metrònom".> | » |

 Tot i que llavors es considerava un artista, Liberati va saber que no podia tocar una escala simple amb uniformitat, però per diligència va guanyar el punt que buscava. Es va veure obligat a començar a un ritme lent, però augmentant-lo gradualment, va adquirir ràpidament la precisió desitjada en qualsevol tempo que cregués necessari.
La respiració aviat li va cridar l'atenció. Segons Liberati, "és fàcil aguantar un to durant vint segons, oi? Ara intenteu reproduir tons separats durant vint segons i ho feu? Bé, he trobat que alguna cosa no anava perquè no podia" No toqueu ni la meitat, ni un quart sempre que pogués aguantar un to. Quan toqueu, heu de deixar passar només la quantitat d'aire que necessita per produir el to, no més. Vaig treballar a aquest tema i ara Puc tocar un aire o un exercici dallegro sempre que pugui aguantar un to".
Com a director de banda, està marcat per la mateixa cura minuciosa i una minuciosa atenció als detalls que caracteritzen la seva interpretació en solitari. Liberati es va assenyalar com el "solista més treballat abans del públic" i es va dir que "cap tasca li era massa severa ni li prohibia i es mereix tot l'èxit que ha tingut".

## Vida personal
El 2 de juny de 1903, mentre viatjava a Kansas City, Liberati es va veure involucrat en una col·lisió de cotxes. El "New York Times" va informar que "Un automòbil que contenia el signor Liberati, el virtuós de la corneta, i diversos homes de negocis destacats, va ser atropellat per un tramvia avui mentre viatjava als afores de la ciutat. La màquina va quedar totalment destruïda i tots els ocupants van ser tallats i ferit".
Es va descriure com a tranquil, desenfadat i sociable, i es va distingir com a molt important per si mateix, i es va assenyalar que va dir que "hi ha un cornetista al món i que és Allessandro Liberati". Es va proclamar per sobre de Jules Levy, i no es va registrar que veiés a Levy com un "rival". Va reivindicar la capacitat d'ensenyar-lo. Es va casar amb la seva dona, Elsie, el 1881. Vivien a Nova York i tenien una filla.